# Pollenia enetera
Pollenia enetera är en tvåvingeart som beskrevs av Dear 1986. Pollenia enetera ingår i släktet vindsflugor, och familjen spyflugor. Inga underarter finns listade i Catalogue of Life.